# Ignacio Echevarría
Ignacio Echevarría Pérez (geboren 1960 in Barcelona) ist ein spanischer Philologe, Verleger und Literaturkritiker.

## Biografie
Im Jahre 1982 erlangte Ignacio Echevarría  in Spanischer Philologie einen Abschluss der Universidad de Barcelona. In Barcelona koordinierte er die Zeitschrift Diagonal und begann, an der Seite von Claudio López Lamadrid als Lektor im Mondadori-Verlag zu arbeiten. Später arbeitete er für das Verlagshaus Tusquets. Nach einer Tätigkeit bei der Babelia-Beilage der Tageszeitung El País zur Zeit von Alejandro Gándara, arbeitete er als Verleger für den Circulo de Lectores in dessen Sammlungen Biblioteca Universal, Blblioteca Clásica der Real Academia Española sowie Ópera Mundi. Seit 1990 ist er als Literaturkritiker, Dozent und Kolumnist tätig.

### Beruflicher Werdegang
Bei der Zeitschrift Babelia, einer Beilage der Zeitung El País, begann er seine Arbeit als Literaturkritiker, die er 2004 nach 15 Jahren der Zusammenarbeit beendete. Seine Kritiken, Rezensionen und Meinungen dieser Zeit wurden in den Bänden Trayecto. Un recorrido crítico por la reciente narrativa española (2005) und Desvíos. Un recorrido crítico por la reciente narrativa latinoamericana (2006) veröffentlicht.
Echevarría wirkte an wichtigen Ausgaben internationaler Literatur wie der Franz Kafka-Edition von Galaxia Gutenberg mit. Er machte Autoren wie Juan Villoro, Mario Lebrero, César Aira, Sergio Chejfec und Rodolfo Fogwill l bekannt. Außerdem war er für die posthume Herausgabe einiger Werke von Roberto Bolaño (Entre paréntesis, 2666 und El secreto del mal) verantwortlich, veröffentlichte zwei umfangreiche Sammelbände mit dem essayistischen Werk Rafael Sánchez Ferlosios Carácter y destino. Ensayos y artículos escogidos (Santiago de Chile, Ediciones Universidad Diego Portales, 2011) sowie Ensayos de incertidumbre (Barcelona, Lumen, 2011) von Juan Benet und war Herausgeber der Werke Obras completas & algo + (1935–1972) sowie Obras completas & algo + (1975–2006) des chilenischen Dichters Nicanor Parra. Regelmäßig schreibt er literaturkritische Kolumnen in der Revista de libros der Zeitung El Mercurio (Santiago de Chile) sowie in El cultural der in Madrid ansässigen Zeitung El Mundo.

### Kritik
Scharfe Kritik übte Echevarría an den Werken von  Bernardo Atxaga und Almudena Grandes, deren Werke er für überwertet hält. Im Jahr 2013 führte er mit Javier Marías eine Debatte über den Zweck des „Engagements“ spanischer Schriftsteller.

## Ausgewählte Bibliografie

### Bücher
- Trayecto. Un recorrido crítico por la reciente narrativa española. Debate Verlag, 2005.
- Desvíos. Un recorrido crítico por la reciente narrativa latinoamericana. Universidad Diego Portales, 2007.

### Essays
- Roberto Bolaño: la escritura como tauromaquia (mit den Texten "Historia particular de una infamia", "Relatos de supervivientes", "Sobre la juventud y otras estafas" sowie "Una épica de la tristeza"). Ediciones Corregidor, 2002.

### Weitere Beiträge
- The Paris Review. Entrevistas: el arte de la ficción. Barcelona, El Aleph, 2007. ISBN 978-84-7669-780-1.
- "Epilog" für Silva Olazábal, P.: Conversaciones con Mario Levrero. Montevideo, Trilce, 2008. ISBN 978-9974-32-470-1.
- "Prolog" für Levrero, M.: La ciudad. Barcelona, DeBolsillo, 2008. ISBN 978-84-8346-799-2.